# Lylat Wars
Lylat Wars, pubblicato originariamente in Giappone e nel Nord America con il titolo Star Fox 64 (スターフォックス64?, Sutā Fokkusu Rokujūyon), è un videogioco per la console Nintendo 64. La confezione del gioco comprendeva anche il Rumble Pak, un dispositivo che, inserito sotto il joystick, lo faceva vibrare a seconda delle situazioni del gioco, aumentando così il realismo. Questo è il primo gioco per Nintendo 64 dotato del sistema di vibrazione Rumble Pak.

## Trama
Il malvagio scienziato Andross è stato mandato in esilio da Corneria, il quarto pianeta del sistema solare Lylat, sul pianeta deserto Venom, dall'altra parte del Sistema Lylat. Cinque anni dopo, viene rilevato un aumento di attività sospette su Venom, e il Generale Pepper invia ad investigare una squadriglia di Arwing, la Star Fox, composta da James McCloud e i suoi amici Pigma Dengar e Peppy Hare. Al loro arrivo, tuttavia, Pigma li tradisce, e mentre James scompare senza lasciare traccia, Peppy riesce a salvarsi a malapena e riferisce la notizia a Fox, il figlio del suo vecchio amico. La missione viene così dichiarata fallita e la Star Fox viene sciolta. Passano altri due anni, e Andross tenta di invadere il Sistema Lylat per conquistare Corneria, così il Generale Pepper chiede aiuto alla nuova squadra Star Fox, composta da Fox, il leader del gruppo, Peppy, ora il suo mentore, e i suoi amici Falco Lombardi, un asso del volo, e Slippy Toad, un genio meccanico. La loro missione è salvare il sistema di Lylat dall'enorme flotta spaziale costruita da Andross nel suo esilio.

## Modalità di gioco
Il gioco è essenzialmente uno "sparatutto su binari".
Il giocatore può controllare solo l'Arwing di Fox, mentre gli altri piloti combattono al suo fianco indipendentemente, e anzi possono essere colpiti dal giocatore. A differenza del primo gioco, i compagni di squadra non muoiono se la loro barra degli scudi si svuota del tutto, dato che non si schiantano, ma torneranno invece sulla nave madre, la Great Fox, e i loro Arwing dovranno essere riparati. Quando ciò accade, il compagno di squadra che è stato abbattuto non potrà prendere parte alla missione successiva. In alcune missioni, Fox non usa l'Arwing, ma il carro armato Landmaster oppure il sottomarino Blue Marine, ma gli altri membri degli Star Fox useranno comunque l'Arwing. Ciascuno dei compagni aiuta Fox in vari modi: Slippy mostra la barra degli scudi dei boss, Peppy da consigli e Falco aiuta a trovare dei percorsi alternativi in un paio di livelli se viene salvato.

Immagine di gioco.

Il gioco inizia su Corneria, quindi è il giocatore a scegliere il percorso da compiere, e a seconda del percorso scelto la storia cambia leggermente, con tre possibili missioni tra la seconda e la quinta. Nella seconda fascia di destinazioni vi sono Meteo e il Settore Y. Nella terza, ci sono Ficina, Katina e Aquas. Nella quarta ci sono il Settore X, Solar e Zoness, Solar. Nella quinta ci sono Titania, Macbeth e il Settore Z. Nella sesta vi sono le due stazioni spaziali di difesa di Andross, Bolse e l'Area 6. L'ultimo pianeta è Venom. Da ogni pianeta, il giocatore può scegliere una delle due possibili destinazioni, ad esempio se dopo Corneria si sceglie di andare verso il Settore Y, da questo si potrà andare solo su Aquas o Katina, ma non Ficina. In due casi però, da Meteo e dal Settore X si può accedere a un corridoio nell'iperspazio e prendere una scorciatoia verso luoghi più lontani. Inoltre, è possibile accedere a livelli specifici solo se una certa condizione è stata soddisfatta durante un certo livello. Per esempio, su Corneria, se Fox riesce a salvare Falco e vola attraverso sette archi sull'oceano, Falco individuerà il boss alternativo, la Attack Carrier, permettendo di accedere al Settore Y, mentre su Macbeth, potrà accedere all'Area 6 se riesce a dirottare il treno al deposito del carburante sparando agli otto interruttori e poi a una leva.
Nel gioco bisogna affrontare il team Star Wolf, una squadriglia di caccia nemici di cui fa parte anche Pigma Dengar, insieme a Wolf O'Donnell, leader della squadriglia, Leon Powalski e Andrew Oikonny, il nipote di Andross, che usano i Wolfen. Ciascuno di loro ha un rivale specifico che attaccheranno: Fox viene attaccato da Wolf, Leon insegue Falco, Pigma attacca il suo ex compagno Peppy, A seconda del percorso scelto cambia il luogo dove li si trova. Passando per Ficina, si possono trovare lì, e nel caso che si arrivi su Venom tramite Area 6, li si ritrova su Venom con i caccia potenziati. In caso contrario o se non sono stati sconfitti su Ficina, li si trovano solo su Bolse, ma con i caccia normali. Arrivando su Venom tramite l'Area 6, dopo aver sconfitto Andross (che in questo caso sarà più potente) si ritrova misteriosamente James McCloud, che a bordo del proprio Arwing guida Fox fuori dalla base di Andross che sta esplodendo, per poi scomparire di nuovo.

### Multiplayer
In questa modalità fino a quattro giocatori possono combattere uno contro l'altro usando l'Arwing oppure il Landmaster (questa modalità deve però essere sbloccata), ma può anche esservi una battaglia mista Landmaster-Arwing. Il giocatore con il primo controller avrà Fox, il secondo Peppy, il terzo Slippy e il quarto Falco.

## Remake
Il 14 luglio 2011 Nintendo ha distribuito in Giappone Star Fox 64 3D per Nintendo 3DS e il 9 settembre 2011 in Europa e negli Stati Uniti.

## Doppiaggio italiano
Differentemente dalla versione uscita per Nintendo 64, il remake per Nintendo 3DS è stato il primo gioco della serie ad essere stato doppiato in italiano.
- Renato Novara: Fox
- Matteo Zanotti: Falco
- Cinzia Massironi: Slippy
- Paolo De Santis: Peppy e Bill Grey
- Riccardo Rovatti: Generale Pepper, Andross ed altri personaggi
- Oliviero Corbetta: Wolf e Leon